# 헤수스 가라이
헤수스 가라이 베시노(스페인어: Jesús Garay Vecino; 1930년 9월 10일, 바스크 주 빌바오 ~ 1995년 2월 10일, 바스크 주 빌바오)는 스페인의 전 축구 선수로, 현역 시절 중앙 수비수로 활약했다.
그는 총 16시즌 동안 총 341번의 라 리가 경기에 출전했는데, 주로 아틀레틱 빌바오(10년)와 바르셀로나(5년) 소속으로 활약했다.
가라이는 1962년 월드컵에 스페인을 대표로 참가했었다.

## 클럽 경력
가라이는 비스카이아 도 빌바오 출신으로, 1950년에 이웃 에란디오에서 아틀레틱 빌바오로 이적했다. 그는 얼마 지나지 않아 빌바오 주전으로 도약했고, 1950년 10월 8일에 9-4로 이긴 셀타 비고와의 안방 경기에서 첫 라 리가 경기에 출전했고, 같은 해 12월 17일에는 4-3으로 이긴 바르셀로나와의 산 마메스 안방 경기에서 첫 골을 기록했다.
1960년 여름, 아틀레틱 소속으로 292번의 경기에 출전하며 5번의 주요 대회 우승을 거두었는데, 1955-56 시즌에는 라 리가를 우승했고, 코파 델 헤네랄리시모도 3번 우승했는데, 1958년의 경우에는 레알 마드리드와의 산티아고 베르나베우 원정에서 승리를 쟁취했다. 빌바오에서 10년 활약한 가라이는 5.5M Ptas의 이적료에 바르셀로나로 이적했고, 산 마메스의 자비 스탠드를 재건하면서 지지자들은 헤수스 가라이 스탠드의 별칭을 붙였다. 그는 1부 리그에서 5년을 더 활약하고 35세에 현역에서 은퇴했는데, 이 중 4년을 카탈루냐에서 나머지 1년은 말라가에서 보냈지만, 시즌 종료 후 2부 리그로 강등당했다.
가라이는 1995년 2월 10일, 향년 64세로 고향에서 영면에 들었다.

## 국가대표팀 경력
가라이는 스페인 국가대표팀 경기에 29번 출전했는데, 8년 반 동안 활약의 시작은 1953년 3월 19일, 3-1로 이긴 바르셀로나에서 벨기에를 상대한 경기였다. 그는 1962년 월드컵에 참가한 선수단의 명단에 이름을 올려 체코슬로바키아와의 조별 리그 경기를 치렀지만 0-1로 패했다.

### 국가대표팀 득점 기록
| #  | 날짜            | 경기장                              | 상대     | 점수 | 결과 | 대회     |
| -- | --------------- | ----------------------------------- | -------- | ---- | ---- | -------- |
| 1. | 1957년 1월 30일 | 스페인 마드리드 산티아고 베르나베우 | 네덜란드 | 1–0  | 5–1  | 친선경기 |

## 수상
아틀레틱 빌바오
- 라 리가: 1955–56
- 코파 델 헤네랄리시모: 1955, 1956, 1958
- 코파 에바 두아르테: 1950

바르셀로나
- 코파 델 헤네랄리시모: 1962–63